# Sandi Simcha DuBowski
Sandi Simcha DuBowski (New York, 16 settembre 1970) è un regista e produttore cinematografico statunitense.
Conosciuto a livello internazionale per il suo impegno nella realizzazione di opere documentaristiche sull'omosessualità e religione, specie quella ebraica; nel 2001 ha diretto l'acclamato documentario Trembling Before G-d, prestando parte come produttore a A Jihad for Love (2007) di Parvez Sharma.

## Filmografia

### Regista
- Tomboychik (1994)
- Missionaries Form Militias Unholy Alliance (1996)
- Trembling Before G-d (2001)

### Produttore
- Tomboychik (1994)
- Trembling Before G-d (2001)
- A Jihad for Love (2007)